# イグナーツ・ベーゼンドルファー

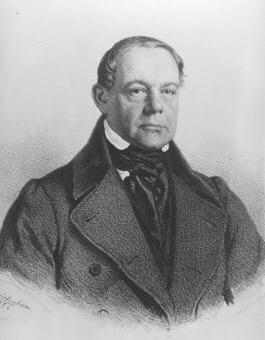
イグナーツ・ベーゼンドルファー（1859年）

イグナーツ・ベーゼンドルファー（Ignaz Bösendorfer、1796年7月28日 - 1859年4月14日）は、オーストリアのフォルテピアノ製作家であり、ピアノメーカー、ベーゼンドルファーの創業者である。

## 人物・来歴
1796年、オーストリア・ウィーンで家具職人の家に生まれる。19歳の時、フォルテピアノ・オルガン製作者のヨーゼフ・ブロートマンに弟子入りし、フォルテピアノ製作技術の腕を磨く。ヨーゼフ・ブロートマンは当時のウィーンにおいて、ナネッテ・シュトライヒャーやコンラート・グラーフなどと並び最も重要なフォルテピアノ製作者として知られており、ウェーバーなどがブロートマンのフォルテピアノを使用していた。
1828年、ブロートマンの工房を引き継ぎ、フォルテピアノ製作者として独立する。初期の作品のネームプレートには「Schuler von Brodmann (ブロートマンの弟子)」という文言がイグナーツ・ベーゼンドルファーの名前と共に記載されている。ブロートマンの弟子であり後継者が現在まで続くベーゼンドルファー社であり、21世紀に「ブロードマン」を名乗っているピアノブランドとヨーゼフ・ブロートマン及びイグナーツ・ベーゼンドルファーの間には一切関係はない。
1830年にはオーストリア皇帝フランツ1世から「宮廷及び会議所ご用達のピアノ製造技師」の称号が与えられる。イグナーツの製作したフォルテピアノは、フランツ・リストの激しい演奏に耐え抜いたことでその評判が欧州全土に広がり、ベーゼンドルファーの名は一躍有名なものとなった。この成功が、リストとベーゼンドルファーの永年にわたる親交を生み出したといわれている。
1839年と1845年にはウイーンで開かれた産業博覧会で最優秀賞のゴールドメダルを獲得する。彼の製作したフォルテピアノの需要はその頃から急増し、それに応じるため新工場を建設するが、1859年、新工場が始動する前にイグナーツ・ベーゼンドルファーはこの世を去る。ベーゼンドルファーの工房はその後、息子ルートヴィヒによって受け継がれる。
現存する世界最古のベーゼンドルファー作フォルテピアノは、1828年製の作品番号1番であり、ベーゼンドルファー本社に保管されている。